# Diwan (Dichtung)

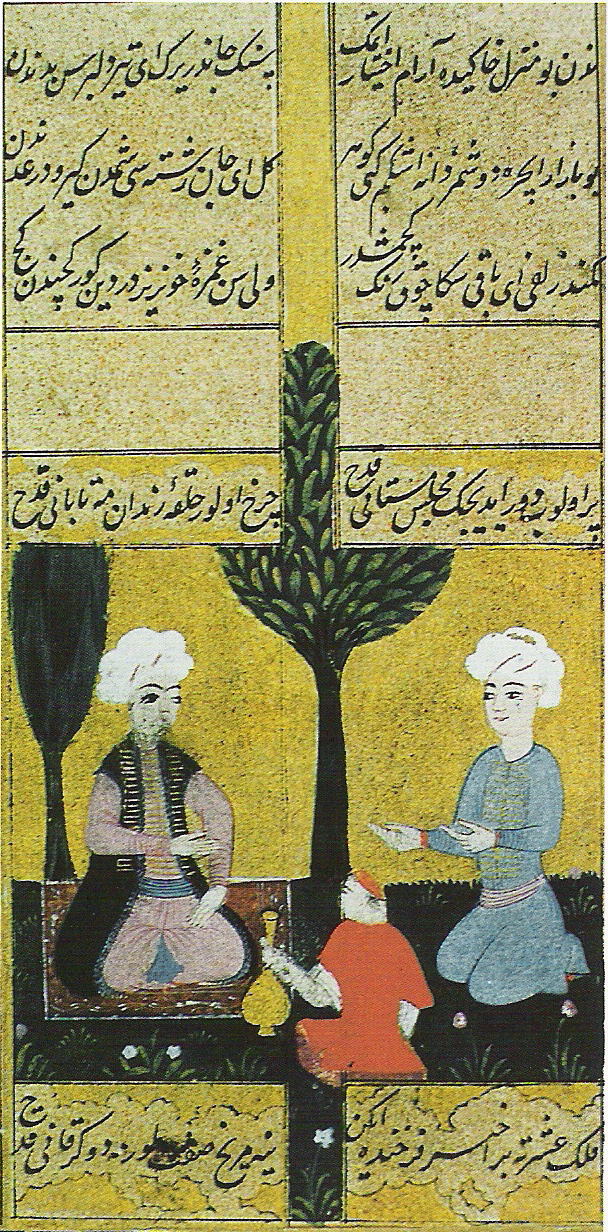
Miniatur aus dem Dîvân-ı Bâkî, 16. Jh.

Der Begriff Diwan (arabisch, persisch, osmanisch دیوان, DMG Dīwān ‚Gedichtsammlung; Ratsversammlung, Regierungsbüro, Gerichtshof, Kanzlei, Behörde, Büro‘; im Deutschen in der Bedeutung Gedichtsammlung seit Goethe, 1819, geläufig) steht für eine Sammlung von Poesie und Prosa in der Literatur der islamischen Welt.

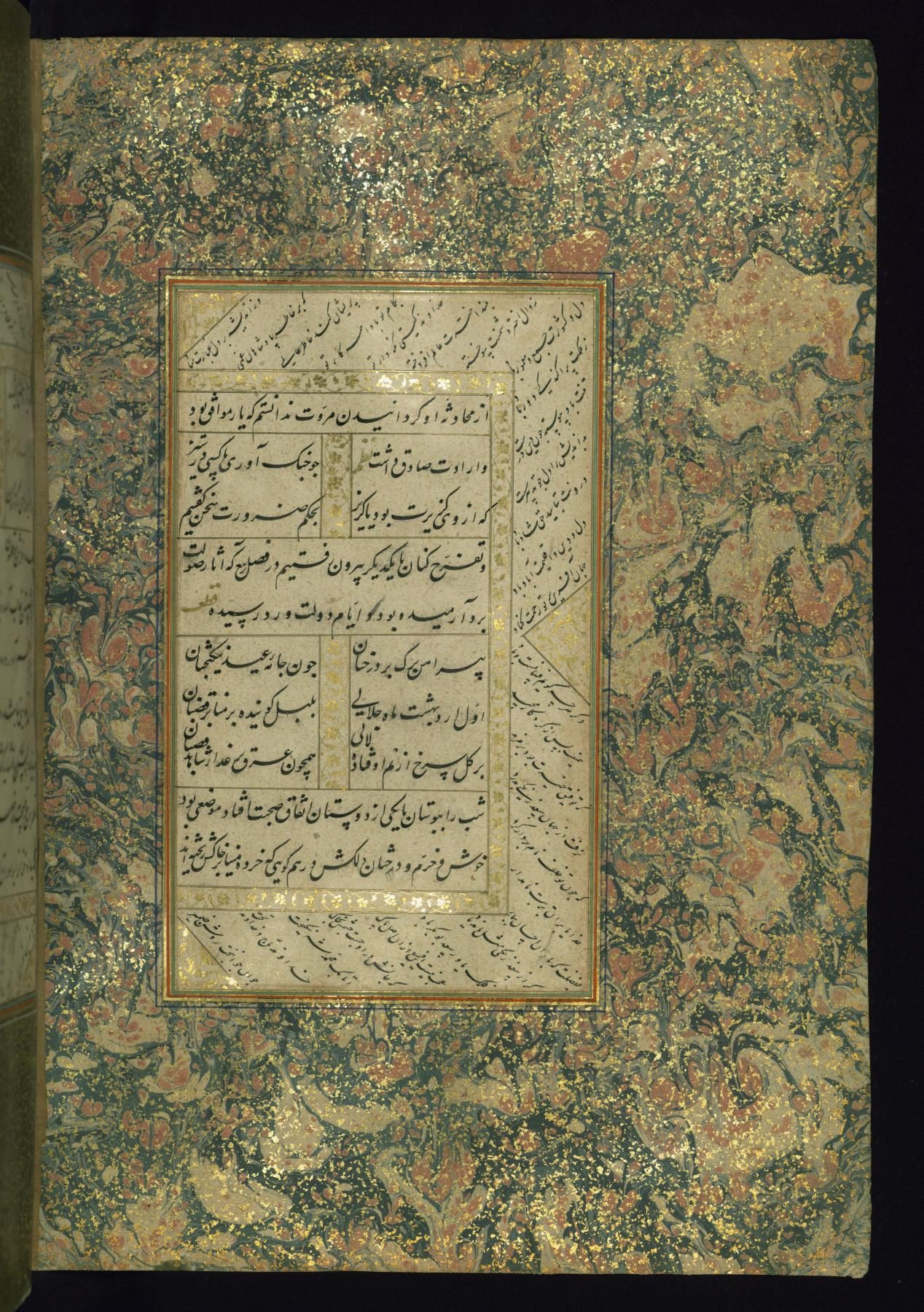
Manuskriptseite von Muhammad ibn Ahmad `Assar Tabrizi: Zwei Werke (Golestan und Bustan) von Saadi

## Literarische Form
Diwane sind meist Gedichtsammlungen, gelegentlich sind Prosatexte eingefügt. Traditionell bedeutende Gedichtformen sind die Ghasele, Qasīda (türkisch Kaside), oder Versromanzen (arabisch-persisch مثنوى Masnawī, DMG mas̱nawī ‚Zweizeiler‘) wie die klassische Erzählung von Madschnūn Lailā (arabisch مـجنون ليلى ‚Der von Laila Besessene‘) oder das Hüsn ü Aşk (von arabisch-persisch حسن و عشق, DMG Ḥusn-u ‘išq ‚Schönheit und Liebe‘) von Şeyh Galip.

## Sprache und Bilder
Die Sprache der Diwandichtung ist stark ritualisiert und symbolisch. Die Symbole und ihre Beziehung zueinander sind in der Tradition festgelegt und waren allgemein verständlich. Ähnliche (persisch مراعات نظير, DMG morā‘āt-e naẓīr; osmanisch تناسب İA tenâsüb) oder gegensätzliche (persisch تضاد, DMG teżād) Bedeutungen spielen miteinander.
Die Bildpaare entstanden unter dem Einfluss der sufistischen Mystik. Das Bild von Nachtigall (osmanisch بلبل İA bülbül, von persisch bolbol) und Rose (osmanisch ﮔل İA gül, von persisch gol) behandelt Aspekte der leidenschaftlichen Liebe zu Gott als höchster Quelle der Liebe und zum Geliebten zugleich, kann aber auch die profane und erotische Liebe eines Menschenpaars beschreiben.
In gleicher Weise kann das Bild von Welt (osmanisch جهان İA cihân, von persisch جهان, DMG ǧihān; osmanisch عالم İA ‘âlem, von arabisch عالَم, DMG ‘ālam) und Rosengarten (persisch ﮔﻠﺴﺘﺎن, DMG golestān, wörtlich: „Ort der Rosen“; osmanisch ﮔﻠﺸﻦ İA gülşen, von persisch گلشن, DMG golšan, ‚Rosengarten‘) symbolisch für Leid und Unbeständigkeit der Welt gelten, der der Rosengarten als Paradies gegenübersteht. Mit ähnlichen Sinnzusammenhängen spielt das Bild von Asket (arabisch زاهد, DMG zāhid) und Derwisch (persisch درویش, DMG darwīš, ‚auf der Türschwelle Stehender‘, osmanisch درويش İA derviş).

## Bekannte Dichter
Zu den bekanntesten Diwan-Dichtern der Weltliteratur gehören die persischen Dichter Saadi, Hafis, Dschāmi und Nawa'i, sowie die osmanischen Dichter Bâkî und Nâbi. Inspiriert von den Dichtungen des Hafis schrieb Johann Wolfgang von Goethe seinen West-östlichen Divan. Weniger bekannt ist die persische Diwan-Dichterin Hayati.

## Beispiele
Ein Vers (osmanisch مصراع İA mısra, von arabisch مصراع, DMG miṣrā‘ ‚Halbvers‘) des Qādī und Dichters Hayatî Efendi aus dem 19. Jahrhundert lautet:

«بر گل مى وار بو گلشن ﻋالمدﻪ خارسز»

„Bir gül mü var bu gülşen-i ‘âlemde hârsız“

„Gibt es eine Rose, im Rosengarten dieser Welt, ohne Dornen?“

Johann Wolfgang von Goethe schrieb:

„Gottes ist der Orient!

Gottes ist der Okzident!

Nord- und südliches Gelände

Ruht im Frieden seiner Hände.
Er, der einzige Gerechte,

Will für jedermann das Rechte.

Sei von seinen hundert Namen

Dieser hochgelobet! Amen.“